# UEFA Champions League 2013-2014
La UEFA Champions League 2013-2014 è stata la 59ª edizione (la 22ª con la formula attuale) di questo torneo organizzato dall'UEFA. Il Real Madrid ha vinto per la decima volta il trofeo battendo nella finale, tenutasi a Lisbona allo Stadio da Luz, l'Atletico Madrid per 4-1 nei tempi supplementari, nella prima edizione assoluta della Champions League che ha visto in finale un derby tra due squadre della stessa città. Fu inoltre la quinta volta che in finale si affrontarono due squadre della stessa nazione.
Come squadra vincitrice, il Real Madrid, ha ottenuto il diritto di partecipare alla Supercoppa UEFA 2014 e alla Coppa del mondo per club FIFA 2014.
A partire da questa stagione, contemporaneamente alla Champions League si è svolta l'UEFA Youth League, la versione riservata alle formazioni Under-19.

## Formula

### Compagini ammesse
A questa edizione prendono parte 76 squadre di 52 delle 54 federazioni affiliate all'UEFA (sono escluse la federazione del Liechtenstein in quanto non organizza una competizione nazionale e Gibilterra, che dovrebbe iniziare a partecipare nella stagione 2014-15 dopo essere stata ammessa come membro UEFA a maggio 2013) secondo la seguente tabella:
| Posizione della federazione in base al coefficiente UEFA 2012 | Numero di squadre partecipanti |
| ------------------------------------------------------------- | ------------------------------ |
| 1-3                                                           | 4                              |
| 4-6                                                           | 3                              |
| 7-15                                                          | 2                              |
| 16-53                                                         | 1                              |

#### Ranking delle federazioni
Per l'edizione di Champions League 2013-2014 le federazioni sono allocate in base al coefficiente UEFA, che prende in considerazione le prestazioni nelle competizioni europee dalla stagione 2007/08 alla stagione 2011/2012.
| Rank | Federazione | Coeff. | Squadre |
| ---- | ----------- | ------ | ------- |
| 1    | Inghilterra | 84,410 | 4       |
| 2    | Spagna      | 84,186 | 4       |
| 3    | Germania    | 75,186 | 4       |
| 4    | Italia      | 59,981 | 3       |
| 5    | Portogallo  | 55,346 | 3       |
| 6    | Francia     | 54,178 | 3       |
| 7    | Russia      | 47,832 | 2       |
| 8    | Paesi Bassi | 45,515 | 2       |
| 9    | Ucraina     | 45,133 | 2       |
| 10   | Grecia      | 37,100 | 2       |
| 11   | Turchia     | 34,050 | 2       |
| 12   | Belgio      | 32,400 | 2       |
| 13   | Danimarca   | 27,525 | 2       |
| 14   | Svizzera    | 26,800 | 2       |
| 15   | Austria     | 26,325 | 2       |
| 16   | Cipro       | 25,499 | 1       |
| 17   | Israele     | 22,000 | 1       |
| 18   | Scozia      | 21,141 | 1       |

| Rank | Federazione          | Coeff. | Squadre |
| ---- | -------------------- | ------ | ------- |
| 19   | Repubblica Ceca      | 20,350 | 1       |
| 20   | Polonia              | 19,916 | 1       |
| 21   | Croazia              | 18,874 | 1       |
| 22   | Romania              | 18,824 | 1       |
| 23   | Bielorussia          | 18,208 | 1       |
| 24   | Svezia               | 15,900 | 1       |
| 25   | Slovacchia           | 14,874 | 1       |
| 26   | Norvegia             | 14,675 | 1       |
| 27   | Serbia               | 14,250 | 1       |
| 28   | Bulgaria             | 14,250 | 1       |
| 29   | Ungheria             | 9,750  | 1       |
| 30   | Finlandia            | 9,133  | 1       |
| 31   | Georgia              | 8,666  | 1       |
| 32   | Bosnia ed Erzegovina | 8,416  | 1       |
| 33   | Irlanda              | 7,375  | 1       |
| 34   | Slovenia             | 7,124  | 1       |
| 35   | Lituania             | 6,875  | 1       |
| 36   | Moldavia             | 6,749  | 1       |

| Rank | Federazione      | Coeff. | Squadre |
| ---- | ---------------- | ------ | ------- |
| 37   | Azerbaigian      | 6,207  | 1       |
| 38   | Lettonia         | 5,874  | 1       |
| 39   | Macedonia        | 5,666  | 1       |
| 40   | Kazakistan       | 5,333  | 1       |
| 41   | Islanda          | 5,332  | 1       |
| 42   | Montenegro       | 4,375  | 1       |
| 43   | Liechtenstein    | 4,000  | 0       |
| 44   | Albania          | 3,916  | 1       |
| 45   | Malta            | 3,083  | 1       |
| 46   | Galles           | 2,749  | 1       |
| 47   | Estonia          | 2,666  | 1       |
| 48   | Irlanda del Nord | 2,583  | 1       |
| 49   | Lussemburgo      | 2,333  | 1       |
| 50   | Armenia          | 2,208  | 1       |
| 51   | Fær Øer          | 1,416  | 1       |
| 52   | Andorra          | 1,000  | 1       |
| 53   | San Marino       | 0,916  | 1       |
| 54   | Gibilterra       | 0,000  | 0       |

#### Schema dei preliminari
CAMPIONI
- Primo turno (4 squadre):
  - partecipano 4 club campioni nazionali dei Paesi con posizione 50-53.
- Secondo turno (34 squadre):
  - partecipano 2 vincitori del primo turno;
  - partecipano 32 club campioni nazionali dei Paesi con posizione 17-49 (escluso il Liechtenstein).
- Terzo turno (20 squadre):
  - partecipano 17 vincitori del secondo turno;
  - partecipano 3 club campioni nazionali dei Paesi con posizione 14-16.
- Play-off (10 squadre):
  - partecipano 10 vincitori del terzo turno "Campioni" (i 10 sconfitti del turno precedente accedono al turno di spareggi dell'UEFA Europa League 2013-2014).

PIAZZATI
- Terzo turno (10 squadre):
  - partecipano 9 club secondi nel campionato nazionale dei Paesi con posizione 7-15;
  - partecipa 1 club terzo nel campionato nazionale del Paese con posizione 6.
- Play-off (10 squadre):
  - partecipano 2 club terzi nel campionato nazionale dei Paesi con posizione 4-5;
  - partecipano 3 club quarti nel campionato nazionale del Paese con posizione 1-3;
  - partecipano 5 vincitori del primo turno "Piazzati" (i 5 sconfitti accedono al turno di spareggi dell'UEFA Europa League 2013-2014).

#### Schema delle squadre qualificate
- 5 vincitori dei Play-off "Campioni" (i 5 sconfitti accedono alla fase a gironi dell'UEFA Europa League 2013-2014).
- 5 vincitori dei Play-off "Piazzati" (i 5 sconfitti accedono alla fase a gironi dell'UEFA Europa League 2013-2014).
- 3 club terzi nel campionato nazionale dei Paesi con posizione 1-3.
- 6 club secondi nel campionato nazionale dei Paesi con posizione 1-6.
- 12 club campioni nazionali dei Paesi con posizione 1-12.
- il detentore della UEFA Champions League 2012-2013, cioè il Bayern Monaco, che essendo già qualificato come campione nazionale del paese con posizione 3, dà diritto alla partecipazione al campione nazionale del paese con posizione 13.

### Fase a gironi
Se due o più squadre di uno stesso gruppo si trovano a pari punti alla fine degli incontri della fase a gironi, sono applicati i seguenti criteri per stabilire la classifica del gruppo stesso:
1. Maggior numero di punti ottenuti negli scontri diretti della fase a gironi (classifica avulsa);
2. Migliore differenza reti ottenuta negli scontri diretti della fase a gironi (classifica avulsa);
3. Maggior numero di reti segnate complessivamente durante gli scontri diretti della fase a gironi (classifica avulsa);
4. Maggior numero di reti segnate in trasferta durante gli scontri diretti della fase a gironi (classifica avulsa);
5. In caso di più squadre a pari punti, se utilizzando i criteri dall'1 al 4 un numero inferiore di squadre rispetto a quello iniziale è ancora pari, questi criteri vengono riutilizzati considerando i soli incontri fra queste squadre;
6. Miglior differenza reti complessiva, considerando tutte le partite giocate nella fase a gironi;
7. Maggior numero di reti segnate complessivamente, considerando tutte le partite della fase a gironi;
8. Miglior coefficiente UEFA di luglio 2013.

Accederanno agli ottavi di finale le 16 squadre che concluderanno questa fase prime o seconde nel rispettivo gruppo. Le squadre classificatesi terze accederanno ai sedicesimi di finale dell'UEFA Europa League 2013-2014.

### Fase a eliminazione diretta
Gli ottavi di finale, i quarti di finale e le semifinali si disputano con gare di andata e ritorno, mentre la finale si disputa con partita unica. Tutti gli accoppiamenti del tabellone sono sorteggiati. Negli ottavi non si può affrontare un'altra squadra del proprio Paese o una già affrontata nella prima fase.

## Date
| Fase                        | Turno            | Sorteggio               | Andata                      | Ritorno                  |
| --------------------------- | ---------------- | ----------------------- | --------------------------- | ------------------------ |
| Qualificazioni              | Primo turno      | 24 giugno 2013 (Nyon)   | 2 luglio 2013               | 9 luglio 2013            |
| Qualificazioni              | Secondo turno    | 24 giugno 2013 (Nyon)   | 16-17 luglio 2013           | 23-24 luglio 2013        |
| Qualificazioni              | Terzo turno      | 19 luglio 2013 (Nyon)   | 30-31 luglio 2013           | 6-7 agosto 2013          |
| Qualificazioni              | Play-off         | 9 agosto 2013 (Nyon)    | 20-21 agosto 2013           | 27-28 agosto 2013        |
| Fase a gironi               | Prima giornata   | 29 agosto 2013 (Monaco) | 17-18 settembre 2013        | 17-18 settembre 2013     |
| Fase a gironi               | Seconda giornata | 29 agosto 2013 (Monaco) | 1-2 ottobre 2013            | 1-2 ottobre 2013         |
| Fase a gironi               | Terza giornata   | 29 agosto 2013 (Monaco) | 22-23 ottobre 2013          | 22-23 ottobre 2013       |
| Fase a gironi               | Quarta giornata  | 29 agosto 2013 (Monaco) | 5-6 novembre 2013           | 5-6 novembre 2013        |
| Fase a gironi               | Quinta giornata  | 29 agosto 2013 (Monaco) | 26-27 novembre 2013         | 26-27 novembre 2013      |
| Fase a gironi               | Sesta giornata   | 29 agosto 2013 (Monaco) | 10-11 dicembre 2013         | 10-11 dicembre 2013      |
| Fase a eliminazione diretta | Ottavi di finale | 16 dicembre 2013 (Nyon) | 18-19 e 25-26 febbraio 2014 | 11-12 e 18-19 marzo 2014 |
| Fase a eliminazione diretta | Quarti di finale | 21 marzo 2014 (Nyon)    | 1-2 aprile 2014             | 8-9 aprile 2014          |
| Fase a eliminazione diretta | Semifinali       | 11 aprile 2014 (Nyon)   | 22-23 aprile 2014           | 29-30 aprile 2014        |
| Fase a eliminazione diretta | Finale           | 11 aprile 2014 (Nyon)   | 24 maggio 2014              | 24 maggio 2014           |

## Squadre partecipanti
I club sono stati ordinati in base al loro coefficiente UEFA. Accanto ad ogni club è riportata la posizione in classifica nei loro rispettivi campionati.

(*) Campione in carica.
| Fase a gironi            | Fase a gironi          | Fase a gironi           | Fase a gironi            |          |
| ------------------------ | ---------------------- | ----------------------- | ------------------------ | -------- |
| Barcellona (1º)          | Real Madrid (2º)       | Atlético Madrid (3º)    | CSKA Mosca (1º)          |          |
| Manchester United (1º)   | Manchester City (2º)   | Chelsea (3º)            | Šachtar (1º)             |          |
| Bayern Monaco* (det.)    | Borussia Dortmund (2º) | Bayer Leverkusen (3º)   | Anderlecht (1º)          |          |
| Paris Saint-Germain (1º) | Marsiglia (2º)         | Juventus (1ª)           | Napoli (2º)              |          |
| Porto (1º)               | Benfica (2º)           | Ajax (1º)               | Galatasaray (1º)         |          |
| Olympiacos (1º)          | Copenaghen (1º)        |                         |                          |          |
| Play-off                 |                        |                         |                          |          |
| Campioni                 | Piazzati               | Piazzati                | Piazzati                 |          |
|                          | Arsenal (4º)           | Schalke 04 (4º)         | Paços Ferreira (3ª)      |          |
| Real Sociedad (4º)       | Milan (3º)             |                         |                          |          |
| Terzo turno              |                        |                         |                          |          |
| Campioni                 | Piazzati               | Piazzati                | Piazzati                 | Piazzati |
| Basilea (1º)             | Olympique Lione (3º)   | PAOK (2º)               | Nordsjælland (2º)        |          |
| Austria Vienna (1º)      | Zenit (2º)             | Fenerbahçe (2º)         | Grasshopper (2º)         |          |
| APOEL (1º)               | PSV (2º)               | Zulte Waregem (2º)      | Red Bull Salisburgo (2º) |          |
|                          | Metalist (2º)          |                         |                          |          |
| Secondo turno            |                        |                         |                          |          |
| Maccabi Tel Aviv (1º)    | Slovan Bratislava (1º) | Sligo Rovers (1º)       | FH (1º)                  |          |
| Celtic (1º)              | Molde (1º)             | Maribor (1º)            | Sutjeska Nikšić (1º)     |          |
| Viktoria Plzeň (1º)      | Partizan (1º)          | Ekranas (1º)            | KS Skënderbeu (1º)       |          |
| Legia Varsavia (1º)      | Ludogorec (1º)         | Sheriff Tiraspol (1º)   | Birkirkara (1º)          |          |
| Dinamo Zagabria (1º)     | Győr (1º)              | Neftçi Baku (1º)        | The New Saints (1º)      |          |
| Steaua Bucarest (1º)     | HJK (1º)               | Daugava Daugavpils (1º) | Nõmme Kalju (1º)         |          |
| BATE (1º)                | Dinamo Tbilisi (1º)    | Vardar (1º)             | Cliftonville (1º)        |          |
| Elfsborg (1º)            | Željezničar (1º)       | Şaxter Karagandy (1º)   | Fola Esch (1º)           |          |
| Primo turno              |                        |                         |                          |          |
| Širak (1º)               | EB/Streymur (1º)       | Lusitans (1º)           | Tre Penne (1º)           |          |

## Qualificazioni
Al sorteggio dei turni preliminari, le squadre sono state divise in "teste di serie" e "non teste di serie" in base al loro ranking aggiornato a maggio 2013. Dato che il Bayern Monaco è qualificato alla fase a gironi sia come detentore della manifestazione, sia come Campione di Germania in carica, ci sono state delle piccole modifiche rispetto alla formula base:
- La squadra campione di Danimarca (13º posto) si è qualificata automaticamente alla fase a gironi.
- La squadra campione di Cipro (16º posto) si è qualificata direttamente al terzo turno preliminare.
- Le squadre campioni di Irlanda del Nord (48º posto) e Lussemburgo (49°) si sono qualificate direttamente al secondo turno preliminare.
- Squadre della stessa nazione non potranno incontrarsi tra loro. 
- La squadra detentrice della coppa entrerà automaticamente al turno di playoff.

### Primo turno preliminare
4 squadre (campioni dei paesi dal 50º al 53º posto).
Teste di serie
- EB/Streymur CC: 2,316
- Tre Penne CC: 1,383

Non teste di serie
- Lusitanos CC: 1,100
- Shirak CC: 0,850

#### Partite
| Squadra 1 | Totale | Squadra 2   | Andata | Ritorno |
| --------- | ------ | ----------- | ------ | ------- |
| Shirak    | 3 - 1  | Tre Penne   | 3 - 0  | 0 - 1   |
| Lusitanos | 3 - 7  | EB/Streymur | 2 - 2  | 1 - 5   |

### Secondo turno preliminare
34 squadre (32 squadre campioni dei paesi dal 17º al 49º posto escluso il Liechtenstein, 2 squadre qualificate dal primo turno preliminare).
Teste di serie
- BATE Borisov CC: 39,175
- Celtic CC: 37,538
- Steaua Bucarest CC: 35,604
- Viktoria Plzeň CC: 28,745
- Dinamo Zagabria CC: 25,916
- Partizan CC: 17,425
- Legia Varsavia CC: 13,650
- Sheriff Tiraspol CC: 11,533
- Maribor CC: 9,941
- Slovan Bratislava CC: 8,341
- Elfsborg CC: 8,125
- Maccabi Tel Aviv CC: 8,075
- Molde CC: 7,835
- HJK CC: 6,701
- Ekranas CC: 6,300
- Neftçi Baku CC: 5,708
- Dinamo Tbilisi CC: 5,333

Non teste di serie
- Željezničar CC: 4,566
- FH CC: 4,083
- Győr CC: 3,850
- The New Saints CC: 3,766
- Ludogorets Razgrad CC: 3,450
- Sligo Rovers CC: 3,225
- Şaxter Qarağandı CC: 2,941
- Skënderbeu Korçë CC: 2,833
- Birkirkara CC: 2,541
- EB/Streymur CC: 2,316
- Cliftonville CC: 2,116
- Vardar CC: 2,050
- Daugava Daugavpils CC: 1,658
- Sutjeska Nikšić CC: 1,300
- Nõmme Kalju CC: 1,191
- Fola Esch CC: 0,925
- Shirak CC: 0,850

#### Partite
| Squadra 1         | Totale      | Squadra 2          | Andata | Ritorno     |
| ----------------- | ----------- | ------------------ | ------ | ----------- |
| Neftçi Baku       | 0 - 1       | Skënderbeu Korçë   | 0 - 0  | 0 - 1 (dts) |
| Steaua Bucarest   | 5 - 1       | Vardar             | 3 - 0  | 2 - 1       |
| Viktoria Plzeň    | 6 - 4       | Željezničar        | 4 - 3  | 2 - 1       |
| Sheriff Tiraspol  | 6 - 1       | Sutjeska Nikšić    | 1 - 1  | 5 - 0       |
| Birkirkara        | 0 - 2       | Maribor            | 0 - 0  | 0 - 2       |
| Sligo Rovers      | 0 - 3       | Molde              | 0 - 1  | 0 - 2       |
| Elfsborg          | 11 - 1      | Daugava Daugavpils | 7 - 1  | 4 - 0       |
| HJK Helsinki      | 1 - 2       | Kalju Nõmme        | 0 - 0  | 1 - 2       |
| Ekranas           | 1 - 3       | FH Hafnarfjörður   | 0 - 1  | 1 - 2       |
| The New Saints    | 1 - 4       | Legia Varsavia     | 1 - 3  | 0 - 1       |
| Cliftonville      | 0 - 5       | Celtic             | 0 - 3  | 0 - 2       |
| Fola Esch         | 0 - 6       | Dinamo Zagabria    | 0 - 5  | 0 - 1       |
| Győr ETO          | 1 - 4       | Maccabi Tel Aviv   | 0 - 2  | 1 - 2       |
| BATE              | 0 - 2       | Şaxter             | 0 - 1  | 0 - 1       |
| Shirak            | 1 - 1 (gfc) | Partizan           | 1 - 1  | 0 - 0       |
| Slovan Bratislava | 2 - 4       | Ludogorec          | 2 - 1  | 0 - 3       |
| Dinamo Tbilisi    | 9 - 2       | EB/Streymur        | 6 - 1  | 3 - 1       |

### Terzo turno preliminare
Il terzo turno preliminare è diviso in due differenti "percorsi": uno per le squadre campioni, uno per le squadre cosiddette "piazzate". Le perdenti di questo turno si sono qualificate per il turno preliminare di Europa League. Le squadre "non testa di serie" qualificate dal secondo turno preliminare hanno acquisito nell'urna il posto di testa di serie della squadra battuta.

#### Campioni
20 squadre: 3 squadre campioni dei paesi dal 14º al 16º posto, 17 qualificate dal secondo turno preliminare.
Teste di serie
- Basilea CC: 59,785
- Şaxter CC: 2,941
- Celtic CC: 37,538
- Steaua Bucarest CC: 35,604
- APOEL CC: 35,366
- Viktoria Plzeň CC: 28,745
- Dinamo Zagabria CC: 25,916
- Partizan CC: 17,425
- Austria Vienna CC: 16,575
- Legia Varsavia CC: 13,650

Non teste di serie
- Sheriff Tiraspol CC: 11,533
- Maribor CC: 9,941
- Elfsborg CC: 8,125
- Maccabi Tel Aviv CC: 8,075
- Molde CC: 7,835
- Kalju Nõmme CC: 6,701
- Dinamo Tbilisi CC: 5,333
- FH Hafnarfjörður CC: 4,083
- Ludogorec CC: 3,450
- Skënderbeu Korçë CC: 2,833

#### Piazzati
10 squadre: 9 seconde classificate dei paesi dal 7º al 15º posto, 1 terza classificata del paese al 6º posto
Teste di serie
- Olympique Lione CC: 95,800
- Zenit San Pietroburgo CC: 70,766
- PSV Eindhoven CC: 64,945
- Metalist CC: 62,451
- Fenerbahçe CC: 46,400

Non teste di serie
- PAOK CC: 28,800
- Salisburgo CC: 28,075
- Nordsjælland CC: 12,640
- Grasshopper CC: 7,285
- Zulte Waregem CC: 6,880

#### Partite
| Squadra 1           | Totale      | Squadra 2        | Andata   | Ritorno  |          |
| Campioni            | Campioni    | Campioni         | Campioni | Campioni | Campioni |
| ------------------- | ----------- | ---------------- | -------- | -------- | -------- |
| Basilea             | 4 - 3       | Maccabi Tel Aviv | 1 - 0    | 3 - 3    |          |
| Dinamo Tbilisi      | 1 - 3       | Steaua Bucarest  | 0 - 2    | 1 - 1    |          |
| Şaxter              | 5 - 3       | Skënderbeu Korçë | 3 - 0    | 2 - 3    |          |
| Austria Vienna      | 1 - 0       | FH Hafnarfjörður | 1 - 0    | 0 - 0    |          |
| Kalju Nõmme         | 2 - 10      | Viktoria Plzeň   | 0 - 4    | 2 - 6    |          |
| Dinamo Zagabria     | 4 - 0       | Sheriff Tiraspol | 1 - 0    | 3 - 0    |          |
| Ludogorec           | 3 - 1       | Partizan         | 2 - 1    | 1 - 0    |          |
| APOEL               | 1 - 1 (gfc) | Maribor          | 1 - 1    | 0 - 0    |          |
| Molde               | 1 - 1 (gfc) | Legia Varsavia   | 1 - 1    | 0 - 0    |          |
| Celtic              | 1 - 0       | Elfsborg         | 1 - 0    | 0 - 0    |          |
| Piazzati            |             |                  |          |          |          |
| Lione               | 2 - 0       | Grasshopper      | 1 - 0    | 1 - 0    |          |
| Nordsjælland        | 0 - 6       | Zenit            | 0 - 1    | 0 - 5    |          |
| PAOK                | 1 - 3       | Metalist         | 0 - 2    | 1 - 1    |          |
| PSV                 | 5 - 0       | Zulte Waregem    | 2 - 0    | 3 - 0    |          |
| Red Bull Salisburgo | 2 - 4       | Fenerbahçe       | 1 - 1    | 1 - 3    |          |

(*) il Metalist Charkiv è stato squalificato dalla UEFA dai play-off di Champions League, di conseguenza la UEFA ha stabilito che il PAOK, perdente nel terzo turno preliminare contro il Metalist, è qualificato ai play-off mentre il Maccabi Tel Aviv, avversario del PAOK nei playoff di Europa League, è qualificato direttamente alla fase a gironi della competizione

## Play-off
Il turno di play-off è anch'esso diviso in due percorsi: uno per le squadre Campioni, uno per le squadre Piazzate. Le squadre perdenti questo turno saranno ammesse alla fase a gironi dell'UEFA Europa League.

### Campioni
10 squadre: le dieci qualificate dal terzo turno preliminare.
Teste di serie
- Basilea CC: 59,785
- Celtic CC: 37,538
- Steaua Bucarest CC: 35,604
- Viktoria Plzeň CC: 28,745
- Dinamo Zagabria CC: 25,916

Non teste di serie
- Austria Vienna CC: 16,575
- Legia Varsavia CC: 13,650
- Maribor CC: 9,941
- Ludogorets CC: 3,450
- Şaxter CC: 2,941

### Piazzate
10 squadre: 2 terze classificate dei paesi dal 4º al 5º posto, 3 quarte classificate dei paesi dal 1º al 3º posto, 5 squadre qualificate dal terzo turno preliminare del percorso "Piazzate".
Teste di serie
- Arsenal CC: 113,592
- Lione CC: 95,800
- Milan CC: 93,829
- Schalke 04 CC: 84,922
- Zenit CC: 70,766

Non teste di serie
- PSV Eindhoven CC: 64,945
- Fenerbahçe[6][7][8] CC: 46,400
- PAOK[5][9] CC: 28,800
- Real Sociedad CC: 17,605
- Paços de Ferreira CC: 12,833

### Partite
| Squadra 1         | Totale      | Squadra 2             | Andata   | Ritorno  |          |
| Campioni          | Campioni    | Campioni              | Campioni | Campioni | Campioni |
| ----------------- | ----------- | --------------------- | -------- | -------- | -------- |
| Dinamo Zagabria   | 3 - 4       | Austria Vienna        | 0 - 2    | 3 - 2    |          |
| Ludogorec         | 2 - 6       | Basilea               | 2 - 4    | 0 - 2    |          |
| Viktoria Plzeň    | 4 - 1       | Maribor               | 3 - 1    | 1 - 0    |          |
| Shahter Qaraǵandy | 2 - 3       | Celtic                | 2 - 0    | 0 - 3    |          |
| Steaua Bucarest   | 3 - 3 (gfc) | Legia Varsavia        | 1 - 1    | 2 - 2    |          |
| Piazzate          |             |                       |          |          |          |
| Lione             | 0 - 4       | Real Sociedad         | 0 - 2    | 0 - 2    |          |
| Schalke 04        | 4 - 3       | PAOK                  | 1 - 1    | 3 - 2    |          |
| Paços Ferreira    | 3 - 8       | Zenit San Pietroburgo | 1 - 4    | 2 - 4    |          |
| PSV               | 1 - 4       | Milan                 | 1 - 1    | 0 - 3    |          |
| Fenerbahçe        | 0 - 5       | Arsenal               | 0 - 3    | 0 - 2    |          |

## Fase a gironi
Sono 32 le squadre qualificate alla fase a gironi, 13 campioni dei paesi dal 1º al 13º posto, 6 seconde classificate dei paesi dal 1º al 6º posto, 3 terze classificate dei paesi dal 1º al 3º posto, 10 qualificate dal turno di play-off (5 Campioni e 5 Piazzate).
Le 32 squadre qualificate sono suddivise in quattro fasce in base al ranking UEFA 2013.
| Gruppo | 1ª fascia      | 2ª fascia           | 3ª fascia             | 4ª fascia       |
| ------ | -------------- | ------------------- | --------------------- | --------------- |
| A      | Manchester Utd | Šachtar             | Bayer Leverkusen      | Real Sociedad   |
| B      | Real Madrid    | Juventus            | Galatasaray           | Copenaghen      |
| C      | Benfica        | Paris Saint-Germain | Olympiacos            | Anderlecht      |
| D      | Bayern Monaco  | CSKA Mosca          | Manchester City       | Viktoria Plzeň  |
| E      | Chelsea        | Schalke 04          | Basilea               | Steaua Bucarest |
| F      | Arsenal        | Olympique Marsiglia | Borussia Dortmund     | Napoli          |
| G      | Porto          | Atlético Madrid     | Zenit San Pietroburgo | Austria Vienna  |
| H      | Barcellona     | Milan               | Ajax                  | Celtic          |

Il sorteggio, che si è svolto il 29 agosto 2013 al Grimaldi Forum di Monte Carlo, prevedeva che le squadre fossero suddivise in quattro fasce in base al ranking UEFA 2013, con la squadra detentrice del trofeo automaticamente inserita nell'Urna 1. Gli 8 gironi da 4 squadre sono formati da una testa di serie più altre tre squadre, ciascuna appartenente a una fascia diversa; squadre della stessa nazione non potevano essere sorteggiate nello stesso gruppo; in quanto possibile, squadre della stessa nazione, non potevano essere sorteggiate in gruppi nei quali la partita verrà disputata lo stesso giorno. 

### Gruppo A
| Squadra          | Pt | G | V | N | P | GF | GS | DG |
| ---------------- | -- | - | - | - | - | -- | -- | -- |
| Manchester Utd   | 14 | 6 | 4 | 2 | 0 | 12 | 3  | +9 |
| Bayer Leverkusen | 10 | 6 | 3 | 1 | 2 | 9  | 10 | -1 |
| Šachtar          | 8  | 6 | 2 | 2 | 2 | 7  | 6  | +1 |
| Real Sociedad    | 1  | 6 | 0 | 1 | 5 | 1  | 10 | -9 |

| Squadra 1        | Risultato   | Squadra 2        |
| 1ª giornata      | 1ª giornata | 1ª giornata      |
| ---------------- | ----------- | ---------------- |
| Manchester Utd   | 4 - 2       | Bayer Leverkusen |
| Real Sociedad    | 0 - 2       | Šachtar          |
| 2ª giornata      |             |                  |
| Bayer Leverkusen | 2 - 1       | Real Sociedad    |
| Šachtar          | 1 - 1       | Manchester Utd   |
| 3ª giornata      |             |                  |
| Bayer Leverkusen | 4 - 0       | Šachtar          |
| Manchester Utd   | 1 - 0       | Real Sociedad    |
| 4ª giornata      |             |                  |
| Real Sociedad    | 0 - 0       | Manchester Utd   |
| Šachtar          | 0 - 0       | Bayer Leverkusen |
| 5ª giornata      |             |                  |
| Bayer Leverkusen | 0 - 5       | Manchester Utd   |
| Šachtar          | 4 - 0       | Real Sociedad    |
| 6ª giornata      |             |                  |
| Manchester Utd   | 1 - 0       | Šachtar          |
| Real Sociedad    | 0 - 1       | Bayer Leverkusen |

### Gruppo B
| Squadra     | Pt | G | V | N | P | GF | GS | DG  |
| ----------- | -- | - | - | - | - | -- | -- | --- |
| Real Madrid | 16 | 6 | 5 | 1 | 0 | 20 | 5  | +15 |
| Galatasaray | 7  | 6 | 2 | 1 | 3 | 8  | 14 | -6  |
| Juventus    | 6  | 6 | 1 | 3 | 2 | 9  | 9  | 0   |
| Copenaghen  | 4  | 6 | 1 | 1 | 4 | 4  | 13 | -9  |

| Squadra 1   | Risultato   | Squadra 2   |
| 1ª giornata | 1ª giornata | 1ª giornata |
| ----------- | ----------- | ----------- |
| Copenaghen  | 1 - 1       | Juventus    |
| Galatasaray | 1 - 6       | Real Madrid |
| 2ª giornata |             |             |
| Juventus    | 2 - 2       | Galatasaray |
| Real Madrid | 4 - 0       | Copenaghen  |
| 3ª giornata |             |             |
| Galatasaray | 3 - 1       | Copenaghen  |
| Real Madrid | 2 - 1       | Juventus    |
| 4ª giornata |             |             |
| Copenaghen  | 1 - 0       | Galatasaray |
| Juventus    | 2 - 2       | Real Madrid |
| 5ª giornata |             |             |
| Juventus    | 3 - 1       | Copenaghen  |
| Real Madrid | 4 - 1       | Galatasaray |
| 6ª giornata |             |             |
| Copenaghen  | 0 - 2       | Real Madrid |
| Galatasaray | 1 - 0       | Juventus    |

### Gruppo C
| Squadra             | Pt | G | V | N | P | GF | GS | DG  |
| ------------------- | -- | - | - | - | - | -- | -- | --- |
| Paris Saint-Germain | 13 | 6 | 4 | 1 | 1 | 16 | 5  | +11 |
| Olympiacos          | 10 | 6 | 3 | 1 | 2 | 10 | 8  | +2  |
| Benfica             | 10 | 6 | 3 | 1 | 2 | 8  | 8  | 0   |
| Anderlecht          | 1  | 6 | 0 | 1 | 5 | 4  | 17 | -13 |

| Squadra 1           | Risultato   | Squadra 2           |
| 1ª giornata         | 1ª giornata | 1ª giornata         |
| ------------------- | ----------- | ------------------- |
| Benfica             | 2 - 0       | Anderlecht          |
| Olympiacos          | 1 - 4       | Paris Saint-Germain |
| 2ª giornata         |             |                     |
| Anderlecht          | 0 - 3       | Olympiacos          |
| Paris Saint-Germain | 3 - 0       | Benfica             |
| 3ª giornata         |             |                     |
| Benfica             | 1 - 1       | Olympiacos          |
| Anderlecht          | 0 - 5       | Paris Saint-Germain |
| 4ª giornata         |             |                     |
| Olympiacos          | 1 - 0       | Benfica             |
| Paris Saint-Germain | 1 - 1       | Anderlecht          |
| 5ª giornata         |             |                     |
| Anderlecht          | 2 - 3       | Benfica             |
| Paris Saint-Germain | 2 - 1       | Olympiacos          |
| 6ª giornata         |             |                     |
| Benfica             | 2 - 1       | Paris Saint-Germain |
| Olympiacos          | 3 - 1       | Anderlecht          |

### Gruppo D
| Squadra         | Pt | G | V | N | P | GF | GS | DG  |
| --------------- | -- | - | - | - | - | -- | -- | --- |
| Bayern Monaco   | 15 | 6 | 5 | 0 | 1 | 17 | 5  | +12 |
| Manchester City | 15 | 6 | 5 | 0 | 1 | 18 | 10 | +8  |
| Viktoria Plzeň  | 3  | 6 | 1 | 0 | 5 | 6  | 17 | -11 |
| CSKA Mosca      | 3  | 6 | 1 | 0 | 5 | 8  | 17 | -9  |

| Squadra 1       | Risultato   | Squadra 2       |
| 1ª giornata     | 1ª giornata | 1ª giornata     |
| --------------- | ----------- | --------------- |
| Bayern Monaco   | 3 - 0       | CSKA Mosca      |
| Viktoria Plzeň  | 0 - 3       | Manchester City |
| 2ª giornata     |             |                 |
| CSKA Mosca      | 3 - 2       | Viktoria Plzeň  |
| Manchester City | 1 - 3       | Bayern Monaco   |
| 3ª giornata     |             |                 |
| Bayern Monaco   | 5 - 0       | Viktoria Plzeň  |
| CSKA Mosca      | 1 - 2       | Manchester City |
| 4ª giornata     |             |                 |
| Manchester City | 5 - 2       | CSKA Mosca      |
| Viktoria Plzeň  | 0 - 1       | Bayern Monaco   |
| 5ª giornata     |             |                 |
| CSKA Mosca      | 1 - 3       | Bayern Monaco   |
| Manchester City | 4 - 2       | Viktoria Plzeň  |
| 6ª giornata     |             |                 |
| Bayern Monaco   | 2 - 3       | Manchester City |
| Viktoria Plzeň  | 2 - 1       | CSKA Mosca      |

### Gruppo E
| Squadra         | Pt | G | V | N | P | GF | GS | DG |
| --------------- | -- | - | - | - | - | -- | -- | -- |
| Chelsea         | 12 | 6 | 4 | 0 | 2 | 12 | 3  | +9 |
| Schalke 04      | 10 | 6 | 3 | 1 | 2 | 6  | 6  | 0  |
| Basilea         | 8  | 6 | 2 | 2 | 2 | 5  | 6  | -1 |
| Steaua Bucarest | 3  | 6 | 0 | 3 | 3 | 2  | 10 | -8 |

| Squadra 1       | Risultato   | Squadra 2       |
| 1ª giornata     | 1ª giornata | 1ª giornata     |
| --------------- | ----------- | --------------- |
| Chelsea         | 1 - 2       | Basilea         |
| Schalke 04      | 3 - 0       | Steaua Bucarest |
| 2ª giornata     |             |                 |
| Basilea         | 0 - 1       | Schalke 04      |
| Steaua Bucarest | 0 - 4       | Chelsea         |
| 3ª giornata     |             |                 |
| Schalke 04      | 0 - 3       | Chelsea         |
| Steaua Bucarest | 1 - 1       | Basilea         |
| 4ª giornata     |             |                 |
| Basilea         | 1 - 1       | Steaua Bucarest |
| Chelsea         | 3 - 0       | Schalke 04      |
| 5ª giornata     |             |                 |
| Basilea         | 1 - 0       | Chelsea         |
| Steaua Bucarest | 0 - 0       | Schalke 04      |
| 6ª giornata     |             |                 |
| Chelsea         | 1 - 0       | Steaua Bucarest |
| Schalke 04      | 2 - 0       | Basilea         |

### Gruppo F
| Squadra             | Pt | G | V | N | P | GF | GS | DG |
| ------------------- | -- | - | - | - | - | -- | -- | -- |
| Borussia Dortmund   | 12 | 6 | 4 | 0 | 2 | 11 | 6  | +5 |
| Arsenal             | 12 | 6 | 4 | 0 | 2 | 8  | 5  | +3 |
| Napoli              | 12 | 6 | 4 | 0 | 2 | 10 | 9  | +1 |
| Olympique Marsiglia | 0  | 6 | 0 | 0 | 6 | 5  | 14 | -9 |

| Squadra 1           | Risultato   | Squadra 2           |
| 1ª giornata         | 1ª giornata | 1ª giornata         |
| ------------------- | ----------- | ------------------- |
| Olympique Marsiglia | 1 - 2       | Arsenal             |
| Napoli              | 2 - 1       | Borussia Dortmund   |
| 2ª giornata         |             |                     |
| Arsenal             | 2 - 0       | Napoli              |
| Borussia Dortmund   | 3 - 0       | Olympique Marsiglia |
| 3ª giornata         |             |                     |
| Arsenal             | 1 - 2       | Borussia Dortmund   |
| Olympique Marsiglia | 1 - 2       | Napoli              |
| 4ª giornata         |             |                     |
| Borussia Dortmund   | 0 - 1       | Arsenal             |
| Napoli              | 3 - 2       | Olympique Marsiglia |
| 5ª giornata         |             |                     |
| Arsenal             | 2 - 0       | Olympique Marsiglia |
| Borussia Dortmund   | 3 - 1       | Napoli              |
| 6ª giornata         |             |                     |
| Olympique Marsiglia | 1 - 2       | Borussia Dortmund   |
| Napoli              | 2 - 0       | Arsenal             |

### Gruppo G
| Squadra               | Pt | G | V | N | P | GF | GS | DG  |
| --------------------- | -- | - | - | - | - | -- | -- | --- |
| Atlético Madrid       | 16 | 6 | 5 | 1 | 0 | 15 | 3  | +12 |
| Zenit San Pietroburgo | 6  | 6 | 1 | 3 | 2 | 5  | 9  | -4  |
| Porto                 | 5  | 6 | 1 | 2 | 3 | 4  | 7  | -3  |
| Austria Vienna        | 5  | 6 | 1 | 2 | 3 | 5  | 10 | -5  |

| Squadra 1             | Risultato   | Squadra 2             |
| 1ª giornata           | 1ª giornata | 1ª giornata           |
| --------------------- | ----------- | --------------------- |
| Atlético Madrid       | 3 - 1       | Zenit San Pietroburgo |
| Austria Vienna        | 0 - 1       | Porto                 |
| 2ª giornata           |             |                       |
| Porto                 | 1 - 2       | Atlético Madrid       |
| Zenit San Pietroburgo | 0 - 0       | Austria Vienna        |
| 3ª giornata           |             |                       |
| Austria Vienna        | 0 - 3       | Atlético Madrid       |
| Porto                 | 0 - 1       | Zenit San Pietroburgo |
| 4ª giornata           |             |                       |
| Atlético Madrid       | 4 - 0       | Austria Vienna        |
| Zenit San Pietroburgo | 1 - 1       | Porto                 |
| 5ª giornata           |             |                       |
| Porto                 | 1 - 1       | Austria Vienna        |
| Zenit San Pietroburgo | 1 - 1       | Atlético Madrid       |
| 6ª giornata           |             |                       |
| Atlético Madrid       | 2 - 0       | Porto                 |
| Austria Vienna        | 4 - 1       | Zenit San Pietroburgo |

### Gruppo H
| Squadra    | Pt | G | V | N | P | GF | GS | DG  |
| ---------- | -- | - | - | - | - | -- | -- | --- |
| Barcellona | 13 | 6 | 4 | 1 | 1 | 16 | 5  | +11 |
| Milan      | 9  | 6 | 2 | 3 | 1 | 8  | 5  | +3  |
| Ajax       | 8  | 6 | 2 | 2 | 2 | 5  | 8  | -3  |
| Celtic     | 3  | 6 | 1 | 0 | 5 | 3  | 14 | -11 |

| Squadra 1   | Risultato   | Squadra 2   |
| 1ª giornata | 1ª giornata | 1ª giornata |
| ----------- | ----------- | ----------- |
| Barcellona  | 4 - 0       | Ajax        |
| Milan       | 2 - 0       | Celtic      |
| 2ª giornata |             |             |
| Ajax        | 1 - 1       | Milan       |
| Celtic      | 0 - 1       | Barcellona  |
| 3ª giornata |             |             |
| Celtic      | 2 - 1       | Ajax        |
| Milan       | 1 - 1       | Barcellona  |
| 4ª giornata |             |             |
| Ajax        | 1 - 0       | Celtic      |
| Barcellona  | 3 - 1       | Milan       |
| 5ª giornata |             |             |
| Ajax        | 2 - 1       | Barcellona  |
| Celtic      | 0 - 3       | Milan       |
| 6ª giornata |             |             |
| Barcellona  | 6 - 1       | Celtic      |
| Milan       | 0 - 0       | Ajax        |

## Fase a eliminazione diretta

### Tabellone
|  | Ottavi di finale      | Ottavi di finale  | Ottavi di finale | Ottavi di finale |   |                     | Quarti di finale | Quarti di finale | Quarti di finale | Quarti di finale |  |                 | Semifinali | Semifinali | Semifinali | Semifinali |                   |   | Finale | Finale |
|  |                       |                   |                  |                  |   |                     |                  |                  |                  |                  |  |                 |            |            |            |            |                   |   |        |        |
|  | Schalke 04            | 1                 | 1                | 2                |   |                     |                  |                  |                  |                  |  |                 |            |            |            |            |                   |   |        |        |
|  | Real Madrid           | 6                 | 3                | 9                |   |                     |                  |                  |                  |                  |  |                 |            |            |            |            |                   |   |        |        |
|  | Real Madrid           | 6                 | 3                | 9                |   | Real Madrid         | 3                | 0                | 3                |                  |  |                 |            |            |            |            |                   |   |        |        |
|  |                       |                   |                  |                  |   | Real Madrid         | 3                | 0                | 3                |                  |  |                 |            |            |            |            |                   |   |        |        |
|  |                       | Borussia Dortmund | 0                | 2                | 2 |                     |                  |                  |                  |                  |  |                 |            |            |            |            |                   |   |        |        |
|  | Zenit San Pietroburgo | Borussia Dortmund | 0                | 2                | 2 | 2                   | 2                | 4                |                  |                  |  |                 |            |            |            |            |                   |   |        |        |
|  | Zenit San Pietroburgo |                   |                  |                  |   | 2                   | 2                | 4                |                  |                  |  |                 |            |            |            |            |                   |   |        |        |
|  | Borussia Dortmund     | 4                 | 1                | 5                |   |                     |                  |                  |                  |                  |  |                 |            |            |            |            |                   |   |        |        |
|  | Borussia Dortmund     | 4                 | 1                | 5                |   |                     |                  |                  |                  |                  |  | Real Madrid     | 1          | 4          | 5          |            |                   |   |        |        |
|  |                       |                   |                  |                  |   |                     |                  |                  |                  |                  |  | Real Madrid     | 1          | 4          | 5          |            |                   |   |        |        |
|  |                       | Bayern Monaco     | 0                | 0                | 0 |                     |                  |                  |                  |                  |  |                 |            |            |            |            |                   |   |        |        |
|  | Olympiacos            | Bayern Monaco     | 0                | 0                | 0 | 2                   | 0                | 2                |                  |                  |  |                 |            |            |            |            |                   |   |        |        |
|  | Olympiacos            |                   |                  |                  |   | 2                   | 0                | 2                |                  |                  |  |                 |            |            |            |            |                   |   |        |        |
|  | Manchester Utd        | 0                 | 3                | 3                |   |                     |                  |                  |                  |                  |  |                 |            |            |            |            |                   |   |        |        |
|  | Manchester Utd        | 0                 | 3                | 3                |   | Manchester Utd      | 1                | 1                | 2                |                  |  |                 |            |            |            |            |                   |   |        |        |
|  |                       |                   |                  |                  |   | Manchester Utd      | 1                | 1                | 2                |                  |  |                 |            |            |            |            |                   |   |        |        |
|  |                       | Bayern Monaco     | 1                | 3                | 4 |                     |                  |                  |                  |                  |  |                 |            |            |            |            |                   |   |        |        |
|  | Arsenal               | Bayern Monaco     | 1                | 3                | 4 | 0                   | 1                | 1                |                  |                  |  |                 |            |            |            |            |                   |   |        |        |
|  | Arsenal               |                   |                  |                  |   | 0                   | 1                | 1                |                  |                  |  |                 |            |            |            |            |                   |   |        |        |
|  | Bayern Monaco         | 2                 | 1                | 3                |   |                     |                  |                  |                  |                  |  |                 |            |            |            |            |                   |   |        |        |
|  | Bayern Monaco         | 2                 | 1                | 3                |   |                     |                  |                  |                  |                  |  |                 |            |            |            |            | Real Madrid (dts) | 4 |        |        |
|  |                       |                   |                  |                  |   |                     |                  |                  |                  |                  |  |                 |            |            |            |            |                   | 4 |        |        |
|  |                       | Atlético Madrid   | 1                |                  |   |                     |                  |                  |                  |                  |  |                 |            |            |            |            |                   |   |        |        |
|  | Manchester City       | Atlético Madrid   | 1                | 0                | 1 | 1                   |                  |                  |                  |                  |  |                 |            |            |            |            |                   |   |        |        |
|  | Manchester City       |                   |                  | 0                | 1 | 1                   |                  |                  |                  |                  |  |                 |            |            |            |            |                   |   |        |        |
|  | Barcellona            | 2                 | 2                | 4                |   |                     |                  |                  |                  |                  |  |                 |            |            |            |            |                   |   |        |        |
|  | Barcellona            | 2                 | 2                | 4                |   | Barcellona          | 1                | 0                | 1                |                  |  |                 |            |            |            |            |                   |   |        |        |
|  |                       |                   |                  |                  |   | Barcellona          | 1                | 0                | 1                |                  |  |                 |            |            |            |            |                   |   |        |        |
|  |                       | Atlético Madrid   | 1                | 1                | 2 |                     |                  |                  |                  |                  |  |                 |            |            |            |            |                   |   |        |        |
|  | Milan                 | Atlético Madrid   | 1                | 1                | 2 | 0                   | 1                | 1                |                  |                  |  |                 |            |            |            |            |                   |   |        |        |
|  | Milan                 |                   |                  |                  |   | 0                   | 1                | 1                |                  |                  |  |                 |            |            |            |            |                   |   |        |        |
|  | Atlético Madrid       | 1                 | 4                | 5                |   |                     |                  |                  |                  |                  |  |                 |            |            |            |            |                   |   |        |        |
|  | Atlético Madrid       | 1                 | 4                | 5                |   |                     |                  |                  |                  |                  |  | Atlético Madrid | 0          | 3          | 3          |            |                   |   |        |        |
|  |                       |                   |                  |                  |   |                     |                  |                  |                  |                  |  | Atlético Madrid | 0          | 3          | 3          |            |                   |   |        |        |
|  |                       | Chelsea           | 0                | 1                | 1 |                     |                  |                  |                  |                  |  |                 |            |            |            |            |                   |   |        |        |
|  | Bayer Leverkusen      | Chelsea           | 0                | 1                | 1 | 0                   | 1                | 1                |                  |                  |  |                 |            |            |            |            |                   |   |        |        |
|  | Bayer Leverkusen      |                   |                  |                  |   | 0                   | 1                | 1                |                  |                  |  |                 |            |            |            |            |                   |   |        |        |
|  | Paris Saint-Germain   | 4                 | 2                | 6                |   |                     |                  |                  |                  |                  |  |                 |            |            |            |            |                   |   |        |        |
|  | Paris Saint-Germain   | 4                 | 2                | 6                |   | Paris Saint-Germain | 3                | 0                | 3                |                  |  |                 |            |            |            |            |                   |   |        |        |
|  |                       |                   |                  |                  |   | Paris Saint-Germain | 3                | 0                | 3                |                  |  |                 |            |            |            |            |                   |   |        |        |
|  |                       | Chelsea (gfc)     | 1                | 2                | 3 |                     |                  |                  |                  |                  |  |                 |            |            |            |            |                   |   |        |        |
|  | Galatasaray           | Chelsea (gfc)     | 1                | 2                | 3 | 1                   | 0                | 1                |                  |                  |  |                 |            |            |            |            |                   |   |        |        |
|  | Galatasaray           |                   |                  |                  |   | 1                   | 0                | 1                |                  |                  |  |                 |            |            |            |            |                   |   |        |        |
|  | Chelsea               | 1                 | 2                | 3                |   |                     |                  |                  |                  |                  |  |                 |            |            |            |            |                   |   |        |        |

### Ottavi di finale

#### Sorteggio
Il sorteggio degli ottavi di finale si è svolto il 16 dicembre 2013 a Nyon presso la sede ufficiale dell'UEFA. In fase di sorteggio sono state tenute presenti le seguenti regole:
- Ogni squadra arrivata prima nel proprio gruppo gioca contro una squadra arrivata seconda e viceversa.
- Squadre della stessa nazione o provenienti dallo stesso gruppo non possono affrontarsi.

Sono state sorteggiate per prime le non teste di serie, che hanno giocato la gara di andata in casa.
| Gruppo | Testa di serie      | Non testa di serie    |
| ------ | ------------------- | --------------------- |
| A      | Manchester Utd      | Bayer Leverkusen      |
| B      | Real Madrid         | Galatasaray           |
| C      | Paris Saint-Germain | Olympiacos            |
| D      | Bayern Monaco       | Manchester City       |
| E      | Chelsea             | Schalke 04            |
| F      | Borussia Dortmund   | Arsenal               |
| G      | Atlético Madrid     | Zenit San Pietroburgo |
| H      | Barcellona          | Milan                 |

#### Tabella riassuntiva
| Squadra 1        | Totale | Squadra 2         | Andata | Ritorno |
| ---------------- | ------ | ----------------- | ------ | ------- |
| Manchester City  | 1 - 4  | Barcellona        | 0 - 2  | 1 - 2   |
| Olympiacos       | 2 - 3  | Manchester United | 2 - 0  | 0 - 3   |
| Milan            | 1 - 5  | Atlético Madrid   | 0 - 1  | 1 - 4   |
| Galatasaray      | 1 - 3  | Chelsea           | 1 - 1  | 0 - 2   |
| Schalke 04       | 2 - 9  | Real Madrid       | 1 - 6  | 1 - 3   |
| Zenit            | 4 - 5  | Borussia Dortmund | 2 - 4  | 2 - 1   |
| Bayer Leverkusen | 1 - 6  | Paris SG          | 0 - 4  | 1 - 2   |
| Arsenal          | 1 - 3  | Bayern Monaco     | 0 - 2  | 1 - 1   |

### Quarti di finale

#### Sorteggio
Il sorteggio, senza limitazioni negli accoppiamenti, dei quarti di finale si è svolto il 21 marzo 2014 a Nyon presso la sede ufficiale dell'UEFA.
| Squadre             |
| ------------------- |
| Barcellona          |
| Bayern Monaco       |
| Chelsea             |
| Real Madrid         |
| Manchester Utd      |
| Atlético Madrid     |
| Paris Saint-Germain |
| Borussia Dortmund   |

#### Tabella riassuntiva
| Squadra 1         | Totale      | Squadra 2         | Andata | Ritorno |
| ----------------- | ----------- | ----------------- | ------ | ------- |
| Barcellona        | 1 - 2       | Atlético Madrid   | 1 - 1  | 0 - 1   |
| Real Madrid       | 3 - 2       | Borussia Dortmund | 3 - 0  | 0 - 2   |
| Paris SG          | 3 - 3 (gfc) | Chelsea           | 3 - 1  | 0 - 2   |
| Manchester United | 2 - 4       | Bayern Monaco     | 1 - 1  | 1 - 3   |

### Semifinali

#### Sorteggio
Il sorteggio delle semifinali si è svolto l'11 aprile 2014 a Nyon presso la sede ufficiale dell'UEFA.
| Squadre         |
| --------------- |
| Atlético Madrid |
| Bayern Monaco   |
| Chelsea         |
| Real Madrid     |

#### Tabella riassuntiva
| Squadra 1       | Totale | Squadra 2     | Andata | Ritorno |
| --------------- | ------ | ------------- | ------ | ------- |
| Real Madrid     | 5 - 0  | Bayern Monaco | 1 - 0  | 4 - 0   |
| Atlético Madrid | 3 - 1  | Chelsea       | 0 - 0  | 3 - 1   |

### Finale
| Arbitro: | Björn Kuipers |

|                                                              |           |           |
| S. Ramos 90+3’ Bale 110’ Marcelo 118’ C. Ronaldo 120’ (rig.) | Marcatori | 36’ Godín |

| Real Madrid | Atlético Madrid |

| Real Madrid (4-3-3) | Real Madrid (4-3-3) | Real Madrid (4-3-3) | Real Madrid (4-3-3) |     |
| ------------------- | ------------------- | ------------------- | ------------------- | --- |
| P                   | 1                   | Iker Casillas (c)   |                     |     |
| D                   | 15                  | Daniel Carvajal     |                     |     |
| D                   | 4                   | Sergio Ramos        | 27’                 |     |
| D                   | 2                   | Raphaël Varane      | 120+3’              |     |
| D                   | 5                   | Fábio Coentrão      |                     | 59’ |
| C                   | 19                  | Luka Modrić         |                     |     |
| C                   | 6                   | Sami Khedira        | 45+1’               | 59’ |
| C                   | 22                  | Ángel Di María      |                     |     |
| A                   | 11                  | Gareth Bale         |                     |     |
| A                   | 9                   | Karim Benzema       |                     | 79’ |
| A                   | 7                   | Cristiano Ronaldo   | 120+1’              |     |
| Panchina:           |                     |                     |                     |     |
| P                   | 25                  | Diego López         |                     |     |
| D                   | 3                   | Pepe                |                     |     |
| D                   | 12                  | Marcelo             | 118’                | 59’ |
| D                   | 17                  | Álvaro Arbeloa      |                     |     |
| C                   | 23                  | Isco                |                     | 59’ |
| C                   | 24                  | Asier Illarramendi  |                     |     |
| A                   | 21                  | Álvaro Morata       |                     | 79’ |
| Allenatore:         |                     |                     |                     |     |
| Carlo Ancelotti     |                     |                     |                     |     |

| Atlético Madrid (4-4-2) | Atlético Madrid (4-4-2) | Atlético Madrid (4-4-2) | Atlético Madrid (4-4-2) |     |
| ----------------------- | ----------------------- | ----------------------- | ----------------------- | --- |
| P                       | 13                      | Thibaut Courtois        |                         |     |
| D                       | 20                      | Juanfran                | 74’                     |     |
| D                       | 23                      | Miranda                 | 53’                     |     |
| D                       | 2                       | Diego Godín             | 120’                    |     |
| D                       | 3                       | Filipe Luís             |                         | 83’ |
| C                       | 8                       | Raúl García             | 27’                     | 66’ |
| C                       | 5                       | Tiago                   |                         |     |
| C                       | 14                      | Gabi (c)                | 100’                    |     |
| C                       | 6                       | Koke                    | 86’                     |     |
| A                       | 19                      | Diego Costa             |                         | 9’  |
| A                       | 9                       | David Villa             | 72’                     |     |
| Panchina:               |                         |                         |                         |     |
| P                       | 1                       | Daniel Aranzubía        |                         |     |
| D                       | 12                      | Toby Alderweireld       |                         | 83’ |
| C                       | 4                       | Mario Suárez            |                         |     |
| C                       | 11                      | Cristian Rodríguez      |                         |     |
| C                       | 24                      | José Ernesto Sosa       |                         | 66’ |
| C                       | 26                      | Diego                   |                         |     |
| A                       | 7                       | Adrián López            |                         | 9’  |
| Allenatore:             |                         |                         |                         |     |
| Diego Simeone 120+3’    |                         |                         |                         |     |

| Uomo partita: Ángel Di María |

## Classifica marcatori[12]
Sono escluse le gare dei turni preliminari.
| Gol |  | Minuti giocati | Giocatore          | Squadra             |
| --- |  | -------------- | ------------------ | ------------------- |
| 17  |  | 993'           | Cristiano Ronaldo  | Real Madrid         |
| 10  |  | 670'           | Zlatan Ibrahimović | Paris Saint-Germain |
| 8   |  | 580'           | Diego Costa        | Atlético Madrid     |
| 8   |  | 630'           | Lionel Messi       | Barcellona          |
| 6   |  | 429'           | Sergio Agüero      | Manchester City     |
| 6   |  | 809'           | Robert Lewandowski | Borussia Dortmund   |
| 6   |  | 873'           | Gareth Bale        | Real Madrid         |
| 5   |  | 326'           | Álvaro Negredo     | Manchester City     |
| 5   |  | 533'           | Arturo Vidal       | Juventus            |
| 5   |  | 708'           | Thomas Müller      | Bayern Monaco       |
| 5   |  | 769'           | Marco Reus         | Borussia Dortmund   |
| 5   |  | 913'           | Karim Benzema      | Real Madrid         |
| 4   |  | 406'           | Gonzalo Higuaín    | Napoli              |
| 4   |  | 414'           | Robin van Persie   | Manchester United   |
| 4   |  | 418'           | Fernando Torres    | Chelsea             |
| 4   |  | 637'           | Arda Turan         | Atlético Madrid     |
| 4   |  | 686'           | Edinson Cavani     | Paris Saint-Germain |
| 4   |  | 715'           | Hulk               | Zenit               |
| 4   |  | 775'           | Neymar             | Barcellona          |
| 4   |  | 852'           | Raúl García        | Atlético Madrid     |
| 4   |  | 877'           | Arjen Robben       | Bayern Monaco       |

## Classifica assist[12]
Sono escluse le gare dei turni preliminari.
| Assist | Minuti giocati | Giocatore            | Squadra             |
| ------ | -------------- | -------------------- | ------------------- |
| 8      | 767'           | Wayne Rooney         | Manchester United   |
| 6      | 822'           | Ángel Di María       | Real Madrid         |
| 5      | 913'           | Karim Benzema        | Real Madrid         |
| 5      | 993'           | Cristiano Ronaldo    | Real Madrid         |
| 4      | 430'           | Samir Nasri          | Manchester City     |
| 4      | 540'           | Gregory van der Wiel | Paris Saint-Germain |
| 4      | 692'           | Oscar                | Chelsea             |
| 4      | 873'           | Gareth Bale          | Real Madrid         |
| 4      | 877'           | Arjen Robben         | Bayern Monaco       |
| 4      | 990'           | Gabi                 | Atlético Madrid     |

## Squadra della stagione[13]
| Ruolo | Naz.                   | Giocatore          | Squadra             |
| ----- | ---------------------- | ------------------ | ------------------- |
| P     | Belgio (bandiera)      | Thibaut Courtois   | Atlético Madrid     |
| P     | Germania (bandiera)    | Manuel Neuer       | Bayern Monaco       |
| D     | Uruguay (bandiera)     | Diego Godín        | Atlético Madrid     |
| D     | Germania (bandiera)    | Philipp Lahm       | Bayern Monaco       |
| D     | Spagna (bandiera)      | Daniel Carvajal    | Real Madrid         |
| D     | Portogallo (bandiera)  | Pepe               | Real Madrid         |
| D     | Spagna (bandiera)      | Sergio Ramos       | Real Madrid         |
| C     | Spagna (bandiera)      | Gabi               | Atlético Madrid     |
| C     | Spagna (bandiera)      | Andrés Iniesta     | Barcellona          |
| C     | Germania (bandiera)    | Toni Kroos         | Bayern Monaco       |
| C     | Argentina (bandiera)   | Ángel Di María     | Real Madrid         |
| C     | Croazia (bandiera)     | Luka Modrić        | Real Madrid         |
| C     | Spagna (bandiera)      | Xabi Alonso        | Real Madrid         |
| A     | Germania (bandiera)    | Marco Reus         | Borussia Dortmund   |
| A     | Spagna (bandiera)      | Diego Costa        | Atlético Madrid     |
| A     | Paesi Bassi (bandiera) | Arjen Robben       | Bayern Monaco       |
| A     | Svezia (bandiera)      | Zlatan Ibrahimović | Paris Saint-Germain |
| A     | Portogallo (bandiera)  | Cristiano Ronaldo  | Real Madrid         |

## Statistiche
Il Napoli diventa la prima squadra nella storia della UEFA Champions League a terminare la fase a gironi al terzo posto con 12 punti, gli stessi di Borussia Dortmund e Arsenal, a causa della differenza reti sfavorevole negli scontri diretti con queste ultime.
L'Olympique Marsiglia diventa la prima squadra francese a terminare il proprio girone a 0 punti.
Lo Zenit diventa la prima squadra, da quando la vittoria vale 3 punti, ad arrivare al secondo posto e a qualificarsi per gli ottavi di finale con soli 6 punti.